# Trail Creek
Trail Creek é uma cidade  localizada no estado americano de Indiana, no Condado de LaPorte.

## Demografia
Segundo o censo americano de 2000, a sua população era de 2296 habitantes.
Em 2006, foi estimada uma população de 2186, um decréscimo de 110 (-4.8%).

## Geografia
De acordo com o United States Census Bureau tem uma área de
3,2 km², dos quais 3,2 km² cobertos por terra e 0,0 km² cobertos por água.

## Localidades na vizinhança
O diagrama seguinte representa as localidades num raio de 8 km ao redor de Trail Creek.